# Wishbones
Wishbones è un album del 2001 di David Knopfler.

## Tracce
1. A Clear Day (St. Swithun's Day) - 4:34
2. King of Ashes - 3:12
3. Arcadie - 6:01
4. Means of Survival - 3:33
5. Jericho - 3:23
6. Karla Faye - 2:58
7. The Bones - 5:09
8. The Snowscape Paperweight Girl - 5:13
9. If God could make the Angels - 4:28
10. Genius - 3:13
11. Nothing at All - 3:52
12. May You never - 4:16
13. Shadowlands - 4:39
14. A Clear Day (St. Swithun's Day) (Unplugged) - 4:19